# Падру
Падру (італ. Padru, сард. Padru) — муніципалітет в Італії, у регіоні Сардинія,  провінція Сассарі. До 2016 року муніципалітет належав до провінції Ольбія-Темпіо.
Падру розташоване на відстані близько 280 км на південний захід від Рима, 180 км на північ від Кальярі, 17 км на південь від Ольбії, 38 км на південний схід від Темпіо-Паузанії.
Населення — 2151 особа (2014).
Щорічний фестиваль відбувається другої неділі травня. Покровитель — святий Архангел Михаїл.

## Демографія
Населення за роками:

Станом на 1 січня 2023 року в муніципалітеті офіційно проживало 128 іноземців з 19 країн, серед них 79 громадян країн Євросоюзу.

## Сусідні муніципалітети
- Ала-дей-Сарді
- Лоїрі-Порто-Сан-Паоло
- Ольбія
- Сан-Теодоро
- Торпе
- Лоде
- Бітті